# 鉄道連隊
鉄道連隊（てつどうれんたい、旧字体：鐵道󠄁聯隊󠄁）は戦地における鉄道の建設・修理・運転や敵の鉄道の破壊に従事する連隊。本項目では、日本陸軍が保有した鉄道連隊について説明する。

## 概要

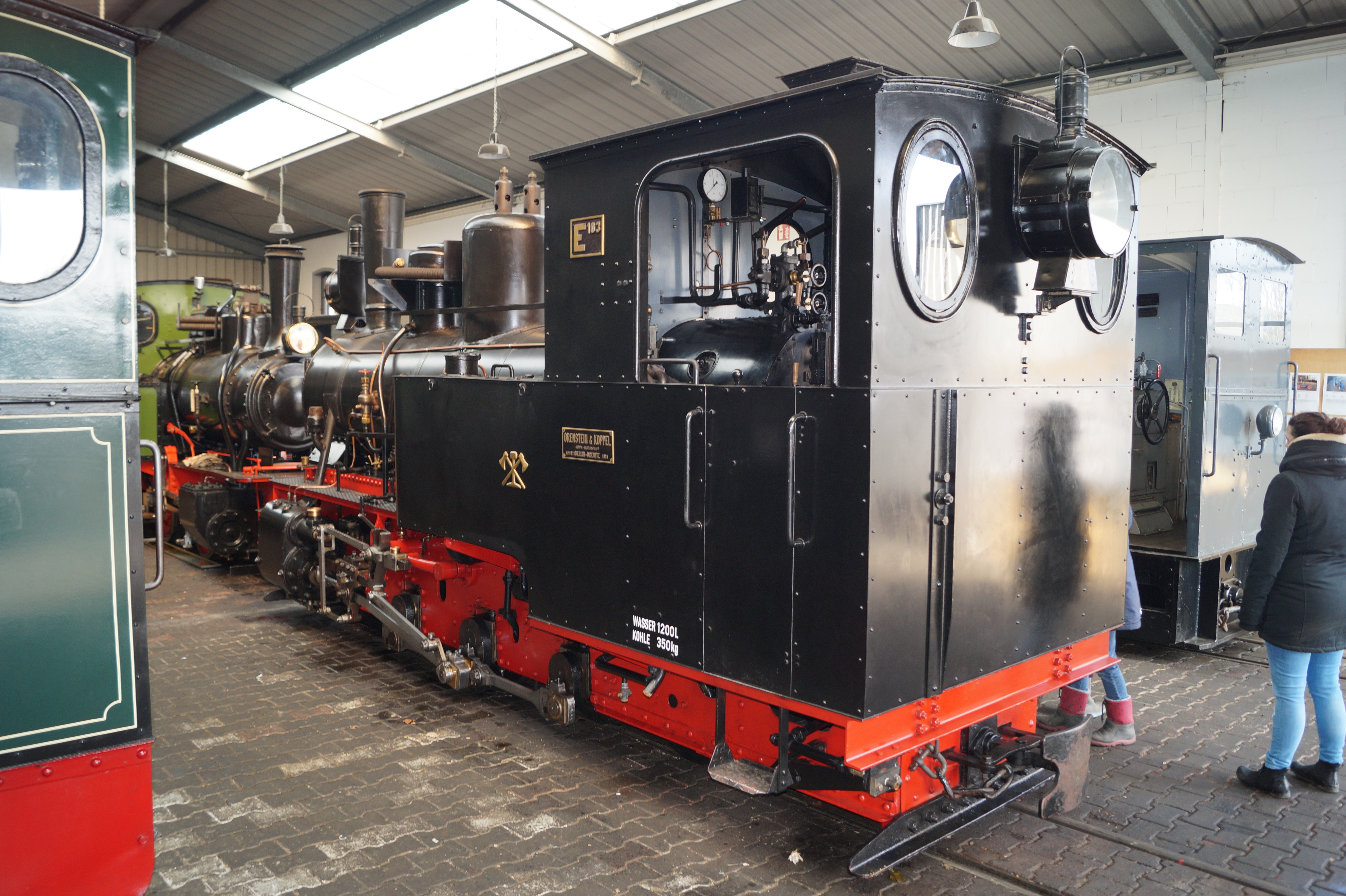
連隊の徽章が残るE103号機。

日清戦争後に中国大陸など占領地への軍用資材補給を円滑に実施する必要が日本陸軍内で強調され、ドイツ帝国陸軍の先例に倣い、1896年（明治29年）に鉄道大隊（2個中隊・電信1中隊・材料廠）が編成された。
義和団の乱では、臨時鉄道隊を編成して1900年（明治33年）から翌年まで義和団によって破壊された津楡鉄道（現・京哈線）修理などに従事し、日露戦争では、京義線建設の監督、安奉線軽便鉄道（現・瀋丹線）の建設・輸送任務、新奉線軽便鉄道（現・京哈線）の建設等、各地で鉄道の建設、物資・人員の輸送などに従事した。
日露戦争後の1907年（明治40年）に鉄道連隊に昇格し、太平洋戦争まで活躍した。日中戦争以前は近衛師団隷下の交通兵旅団に属していた。
1940年（昭和15年）7月の平時編成表によると、鉄道連隊の編制は連隊長（大佐）の下に連隊本部（57人）、3個大隊（大隊本部5人、3個中隊＝1個中隊107人）、材料廠（23人）の合わせて1091人。ただし、鉄道第二連隊には、このほかに練習部、幹部候補生隊、下士官候補生隊が付設されていた。

## 部隊沿革

### 鉄道第一連隊

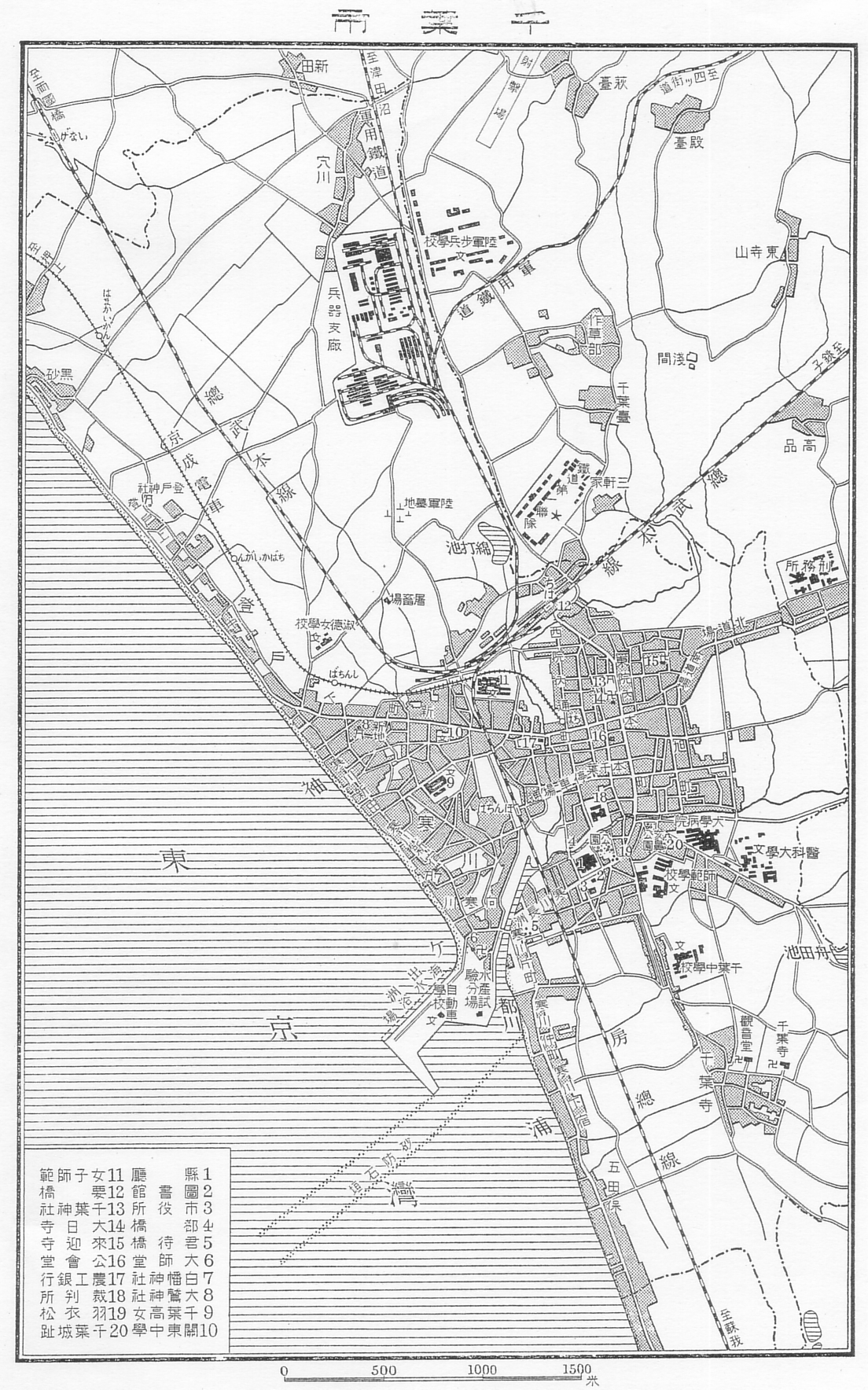
1930年頃（昭和初頭）の千葉市周辺の地図。鐵道第一聯隊は地図中央やや上の、軍用鐵道の分岐近くにあった。

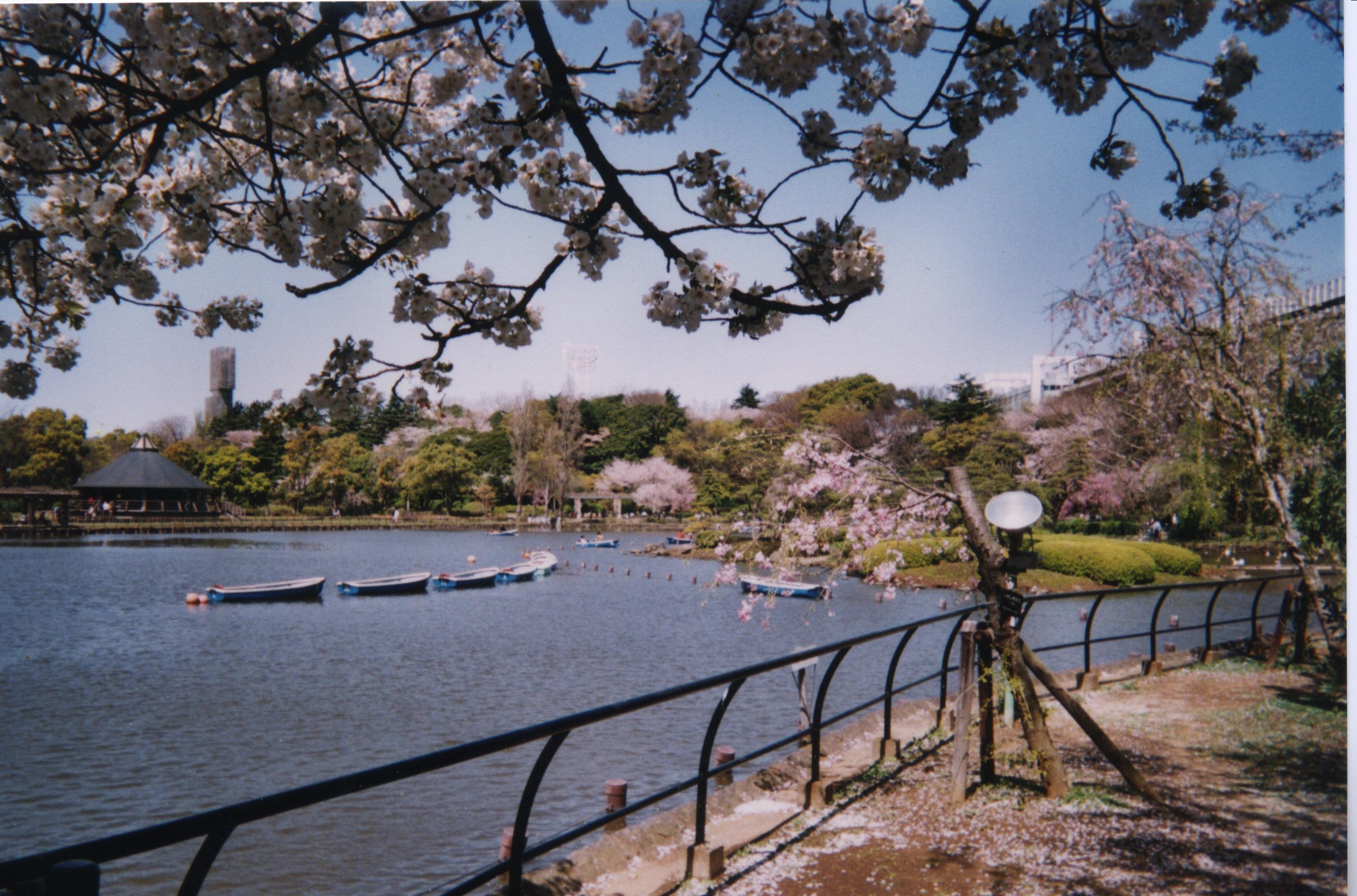
鉄道第一連隊作業場跡地である千葉公園。

- 1896年（明治29年）11月 - 鉄道大隊として東京・牛込の陸軍士官学校内に創設
- 1897年（明治30年）6月 - 中野に転営[2]
- 1906年（明治39年）- 津田沼駅-習志野俘虜収容所跡地間の軽便鉄道を建設[2]
- 1907年（明治40年）10月 - 連隊に昇格。千葉県千葉郡津田沼町（現・習志野市）に転営
- 1908年（明治41年）
  - 6月 - 第二大隊のみ千葉（千葉郡都賀村作草部、1932年に千葉市に編入。現・中央区椿森）に転営。連隊本部と第1大隊は一時的に津田沼に移転[2]。
  - 10月 -第二大隊で残りの第7・第8中隊を編成[2]。
  - 11月 - 連隊本部及び第1大隊が千葉に転営[2]
- 1918年（大正7年）5月 - 鉄道連隊を2個連隊に増設。第一連隊を千葉（都賀村作草部）に置く
- 1923年（大正12年）9月 - 関東大震災で鉄道復旧作業に出動
- 1932年（昭和7年）4月 - 満洲に出動
- 1934年（昭和9年）2月 - 満洲より復員
- 1937年（昭和12年）8月 - 中国華北・華中の鉄道占領、運営
- 1943年（昭和18年）11月 - 第三・四大隊をインドシナ方面に転用

終戦時所在 - 中国湖南省株州
最終連隊長 - 岩井恭三中佐
※作業場跡は現在千葉公園になっている。園内にはトンネルや橋脚の遺構が残っている。材料廠の建物は千葉経済学園内に現存する。

### 鉄道第二連隊

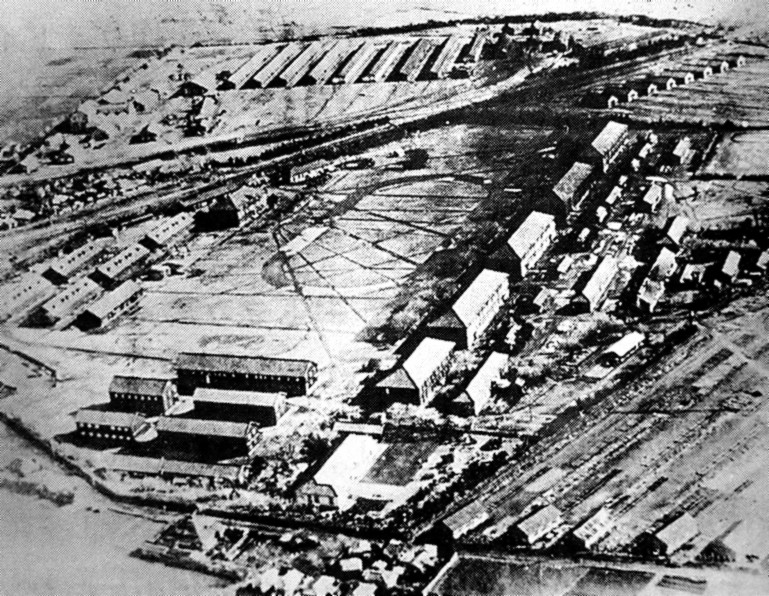
鉄道第二連隊の材料廠舎・営舎

- 1908年（明治41年）10月 - 第三大隊（第9・第10中隊）が千葉県千葉郡津田沼町谷津2番地に新設[2]。
- 1909年（明治42年）10月に第三大隊で第11・第12中隊を編成[2]。
- 1918年（大正7年）8月1日 - 第三大隊が鉄道第二連隊に昇格[4]
- 1923年（大正12年）9月 - 関東大震災で鉄道復旧作業に従事
- 1928年（昭和3年）5月 - 済南事件に出動
- 1937年（昭和12年）7月 - 中国華北で鉄道の運営、徐州作戦に出動
- 1939年（昭和14年）12月 - 中国華北より復員
- 1940年（昭和15年）6月 - 満洲･華北を転戦
- 1945年（昭和20年）4月 - 主力部隊九州に移転

終戦時所在　九州
最終連隊長　越川外次郎中佐
※鉄道連隊正門は、現在、千葉工業大学に残されており、国の登録有形文化財になっている。

### 鉄道第三〜二十連隊
三〜二十連隊については、ほとんど第一連隊か第二連隊を母体に、1934年（昭和9年） - 1945年（昭和20年）に編成された。以下、連隊名（編成完了年・編成地→終戦時）を記す。（吉田釧「鉄道連隊銘々伝」『鉄道兵回想記』所収などにより作成）
- 第三連隊（1934年（昭和9年）2月10日・ハルピン→山東省済南）
  - 通称号: 栄三四一〇一、最終連隊長: 鴨沢常二郎大佐
- 第四連隊（1938年（昭和13年）3月1日・満洲牡丹江→遼寧省海城）
  - 通称号: 路三四一〇二（満六六八）、最終連隊長: 前田昌夫中佐
- 第五連隊（1938年（昭和13年）4月20日・千葉→華南 バンコク マレー作戦 ビルマの戦い 泰緬鉄道（ビルマ側）を建設 ビルマ
  - 通称号: 森五八〇四、最終連隊長: 橋本光治大佐
- 第六連隊（1937年（昭和12年）10月6日・河北省石家荘→上海）
  - 通称号: 甲一四三五、最終連隊長: 中原寅蔵中佐
- 第七連隊（1944年（昭和19年）3月3日・千葉→仏印）
  - 通称号: 義二一四三、最終連隊長: 引地武雄中佐
- 第八連隊（1944年（昭和19年）3月3日・千葉→ルソン島）スマトラ横断鉄道を建設（第一大隊、44年5月〜7月）
  - 通称号: 尚武二一四四、最終連隊長: 柳明雄中佐
- 第九連隊（1941年（昭和16年）9月23日・津田沼→マレー作戦 ビルマの戦い スマトラ (第一大隊) 泰緬鉄道（タイ側） クラ地峡横断鉄道 (第7中隊) スマトラ横断鉄道（第4大隊）を建設
  - 通称号: 森五八〇五、最終連隊長: 津島悟己郎中佐
- 第十連隊（1944年（昭和19年）3月27日・千葉→仏印）
  - 通称号: 信二一四五、最終連隊長: 吉村周平大佐
- 第十一連隊（1944年（昭和19年）3月27日・津田沼→ビルマ）
  - 通称号: 義二一四六、最終連隊長: 安東恒雄大佐
- 第十二連隊（1944年（昭和19年）3月9日・津田沼→湖南省長沙）
  - 通称号: 統二一四七、最終連隊長: 坂元三男中佐
- 第十三連隊（1944年（昭和19年）2月10日・千葉→華中）
  - 通称号: 栄二五三〇、最終連隊長: 竹本武雄中佐
- 第十四連隊（1944年（昭和19年）4月14日・千葉→安徽省蚌埠）
  - 通称号: 統二一四八、最終連隊長: 水野征一中佐
- 第十五連隊（1944年（昭和19年）4月24日・津田沼→湖南省東陽）
  - 通称号: 統二一四九、最終連隊長: 小田永吉中佐
- 第十六連隊（1945年（昭和20年）4月・千葉→内地）
  - 通称号: 東部八六、最終連隊長: 江畑広雄大佐
- 第十七連隊（1945年（昭和20年）4月・津田沼→内地）
  - 通称号: 東部八七、最終連隊長: 黒石茂喜大佐
- 第十八連隊（1945年（昭和20年）5月30日・河北省宛平県長辛店→河南省開封市）
  - 通称号: 甲二一五二、最終連隊長: 君塚勘吉中佐
- 第十九連隊（1945年（昭和20年）5月3日・満洲牡丹江→一面坡）
  - 通称号: 路四三五一、最終連隊長: 布施広治中佐
- 第二十連隊（1945年（昭和20年）5月3日・満洲ハルピン→北満洲）
  - 通称号: 路四三五二、最終連隊長: 石原昇中佐

## 連隊長等

### 鉄道第一連隊
鉄道大隊長
- 吉見精 工兵中佐：1896年10月16日 -
- 井上仁郎 工兵少佐：1901年2月19日 - 1906年7月11日
- 土屋喜之助 工兵中佐：1906年7月11日 - 1907年10月9日

鉄道連隊長
- 土屋喜之助 工兵中佐：1907年10月9日 - 1908年8月29日
- 武内徹 工兵大佐：1908年8月29日 - 1910年11月30日
- 渡辺兼二 工兵大佐：1910年11月30日 - 1913年3月4日
- 山田陸槌 工兵大佐：1913年3月4日 - 1915年2月15日
- 岡野友次郎 工兵大佐：1915年2月15日 - 1917年8月6日
- 宮田勇太 工兵大佐：1917年8月6日 - 1918年5月

鉄道第一連隊長
- 宮田勇太 工兵大佐：1918年5月 - 1919年4月15日
- 静間知次 工兵大佐：1919年4月15日[5] - 1920年7月16日[6]
- 松井順 工兵大佐：1920年7月16日[6] - 1921年7月20日
- 中村正一 大佐：1921年7月20日 - 1923年8月6日
- 作田徳次 工兵大佐：1923年8月6日 - 1924年12月15日[7]
- 梅戸綽 工兵大佐：1924年12月15日[7] - 1929年8月1日
- 高屋庸彦 工兵大佐：1929年8月1日 - 1930年8月1日[8]
- 榎本武臣 大佐：1930年8月1日 - 1931年8月1日
- 内田荘一 大佐：1931年8月1日 - 1933年4月21日
- 成沢清 大佐：1933年4月21日 - 1934年8月1日
- 野口正義 大佐：1934年8月1日 - 1935年8月1日
- 根上清太郎 工兵大佐：1935年8月1日 - 1937年8月2日[9]
- 佐藤質 大佐：1937年8月2日 - 1937年12月1日
- 富岡初次郎 中佐：1940年8月1日 - 1944年2月14日
- 岩井恭三 中佐：1944年2月14日 -

### 鉄道第二連隊長
- 鳴瀧紫麿 工兵大佐：1918年8月1日[10] - 1919年8月10日
- 関正一 工兵大佐：1919年8月10日[11] - 1923年2月4日
- 新原貞次郎 大佐：1923年2月4日 - 1928年8月10日
- 井上乙彦 大佐：1928年8月10日 - 1930年8月1日
- 池田茂藏 大佐：1930年8月1日 - 1934年3月5日
- 安達克己 工兵大佐：1934年3月5日[12] - 1936年3月28日
- 木村經廣 大佐：1936年3月28日 - 1938年7月15日

### 鉄道第五連隊長
- 青村常次郎 大佐：1938年4月 - 1940年9月
- 鎌田銓一 大佐：1940年9月30日 - 1941年10月18日[13]
- 早瀬秀夫 大佐：1941年10月18日 - 1942年8月1日
- 佐々木万之助 大佐：1942年8月1日 - 1944年5月30日
- 橋本光治 大佐 : 1944年5月30日 -

### 鉄道第七連隊長
- 岡崎嘉夫 大佐
- 引地武雄 中佐

### 鉄道第九連隊長
- 今井周 大佐：1941年9月23日 - 1944年2月14日
- 越川外治郎 中佐：1944年2月14日 - 1945年2月19日
- 津島悟已郎 中佐：1945年2月19日 -

### 鉄道第十連隊長
- 吉村周平 大佐
- 久保田忠夫 中佐

### 鉄道第十一連隊長
- 安藤恒雄 大佐

## 車両
- A/B形蒸気機関車
- E形蒸気機関車
- K1形蒸気機関車
- K2形蒸気機関車
- 118号・119号蒸気機関車
- 九一式広軌牽引車
- 九五式装甲軌道車
- 九七式鉄道牽引車
- 九八式鉄道牽引車
- 一〇〇式鉄道牽引車
- 九五式鉄道工作車
- 九一式軽貨車
- 九七式軽貨車

## 鉄道連隊が敷設した路線
鉄道連隊は戦地のみならず国内各地でも訓練を兼ねて鉄道建設を請け負っていた。その際、鉄道事業者は土地を用意し、材料費を負担するだけでよかったため、重宝された。

### 内地
- 庁南茂原間人車軌道
- 千葉県営鉄道野田線（現在の東武野田線）
- 千葉県営鉄道多古線（後の成田鉄道多古線）
- 千葉県営鉄道八街線（後の成田鉄道八街線）
- 千葉県営鉄道久留里線（現在の久留里線）
- 千葉県営大原大多喜人車軌道（後の夷隅軌道）
- 北総鉄道野田線（現在の東武野田線）
- 川越電気鉄道（後の西武大宮線）
- 西武鉄道（初代）村山線（現在の西武新宿線 高田馬場～東村山）
- 中島飛行機専用線　西東京市
- 富士身延鉄道（現在の身延線）
- 東京急行電鉄代田連絡線
- 小湊鉄道線
- 福島電気鉄道（後の福島交通飯坂東線 在来路線の改軌・電化）
- 大阪電気軌道(現在の近畿日本鉄道)青山トンネルの坑口付近の軌道[14]

また、千葉県内には鉄道連隊の演習用の路線があった。戦後一部は新京成電鉄新京成線（現在の京成電鉄松戸線）に転用された。詳しくは鉄道連隊演習線を参照。

### 外地
- 北カラフト軽便鉄道
- 南満洲鉄道安奉線
- 京義線
- 泰緬鉄道
- クラ地峡横断鉄道：鉄道第九連隊第四大隊第7中隊
- スマトラ横断鉄道： 鉄道第九連隊第四大隊と鉄道第八連隊第一大隊。

### ギャラリー

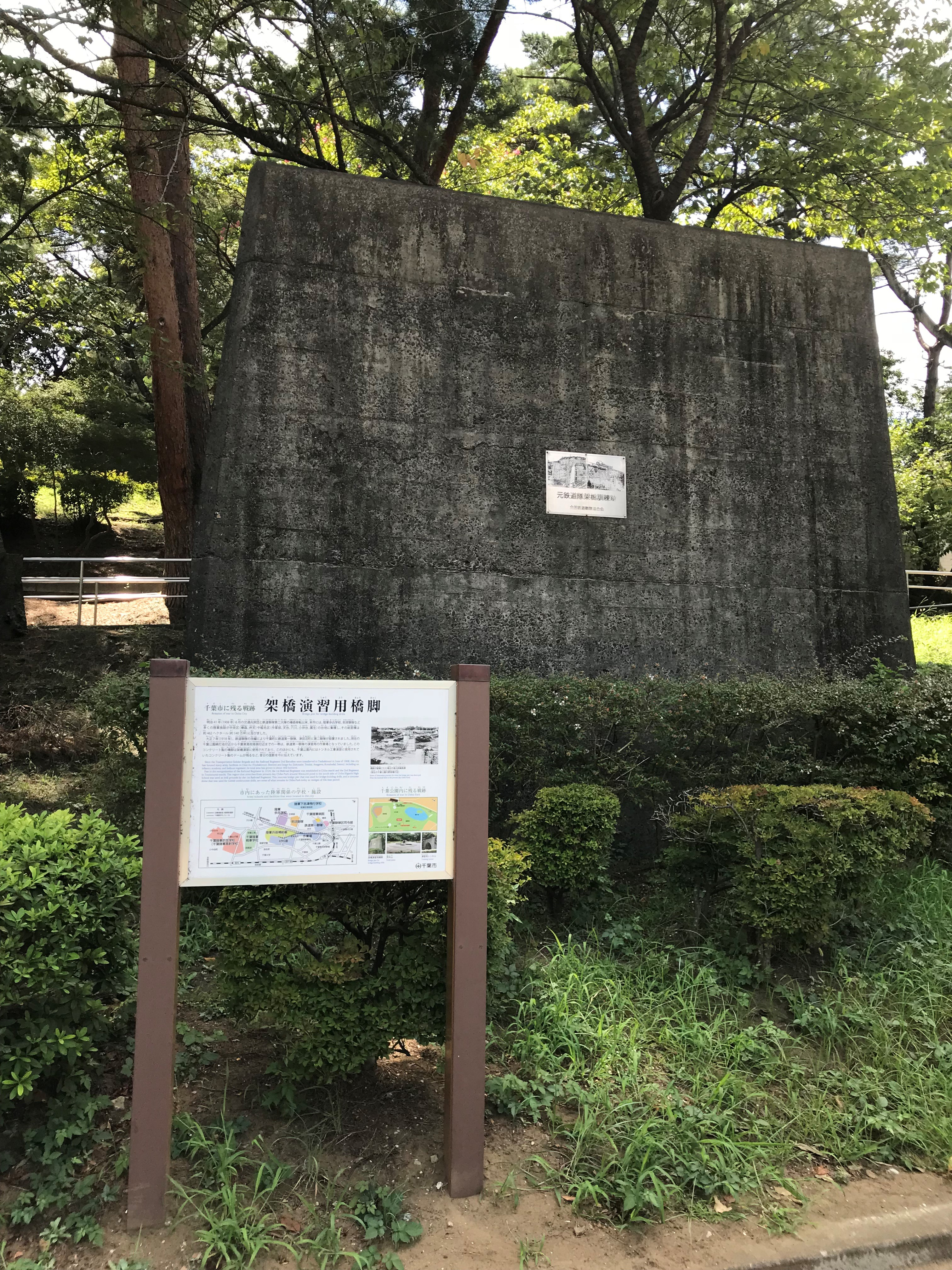
演習に用いられた橋脚（千葉公園）
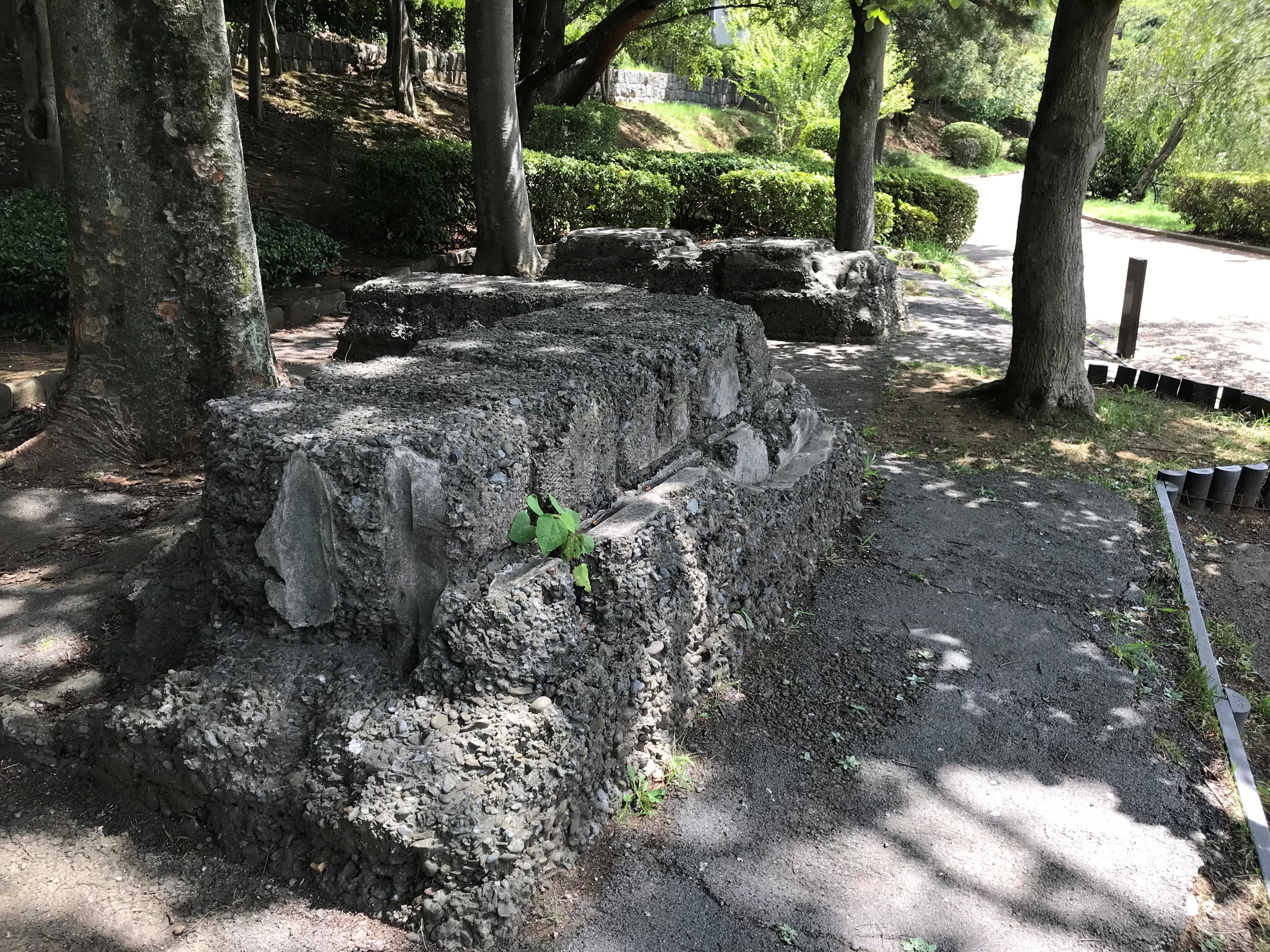
ウィンチ台とされる鉄道連隊の遺構（千葉公園）
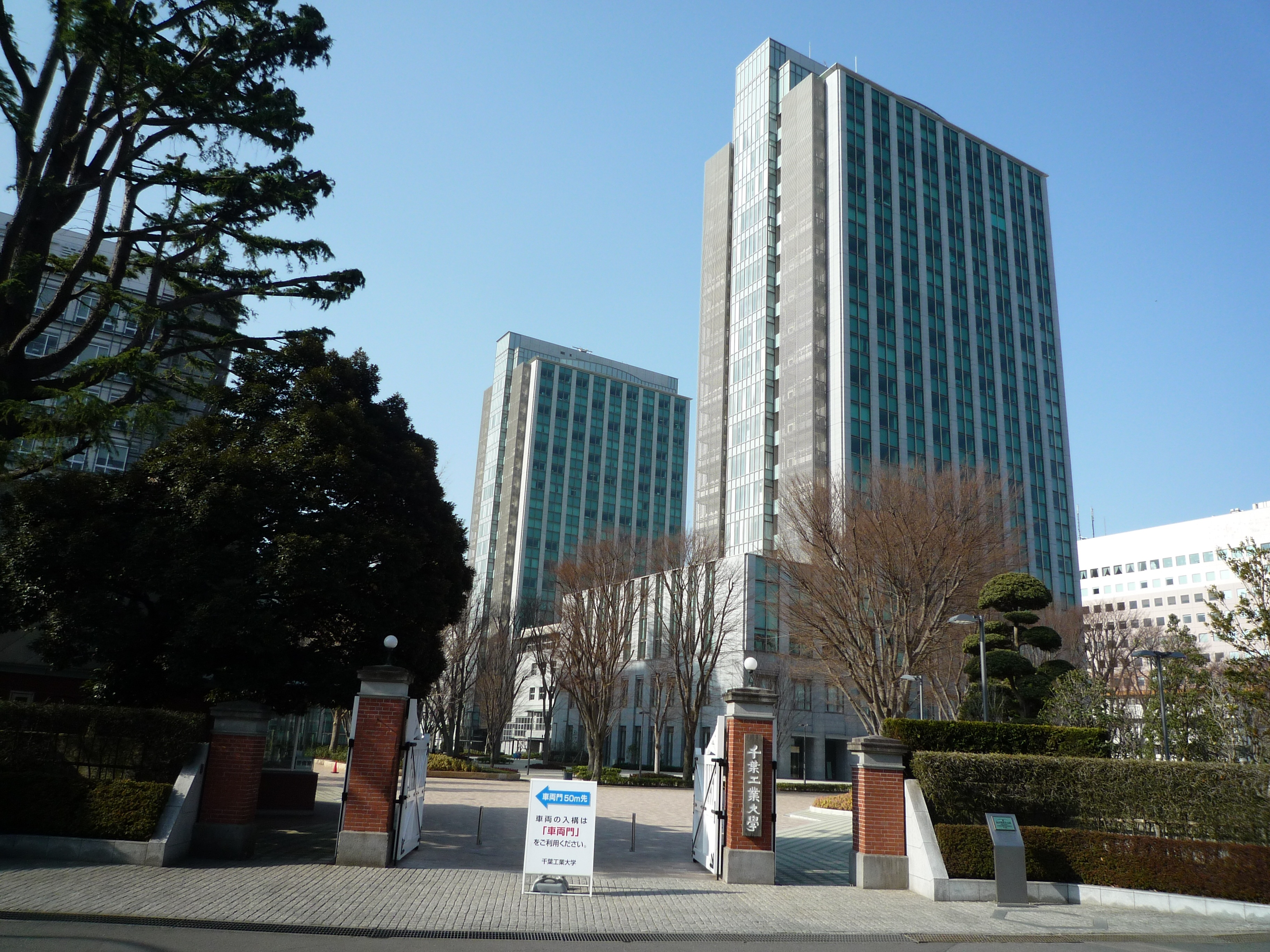
旧鉄道第二連隊正門（千葉工業大学）

## 鉄道連隊を描いた作品
- 熊谷久虎 監督『指導物語』（東宝、1941年）
- デヴィッド・リーン 監督『戦場にかける橋』（コロムビア映画、1957年）
- デヴィッド・カニンガム 監督『エンド・オブ・オール・ウォーズ』（2000年）
- 西村京太郎『内房線の猫たち　異説里見八犬伝』講談社ノベルス、2015年